# Metam-Natrium
Metam-Natrium ist ein Wirkstoff zum Pflanzenschutz und eine chemische Verbindung aus der Gruppe der Natriumsalze und Dithiocarbamate.

## Gewinnung und Darstellung
Metam-Natrium  kann durch Reaktion von Methylamin mit Kohlenstoffdisulfid und Natriumhydroxid oder durch Reaktion von Methylisothiocyanat und Natriumhydrogensulfid gewonnen werden.
Metam-Natrium kann auch aus Bis(2-chlorethyl)ether gewonnen werden.

## Eigenschaften
Metam-Natrium ist ein weißer Feststoff, der löslich in Wasser ist.

## Verwendung

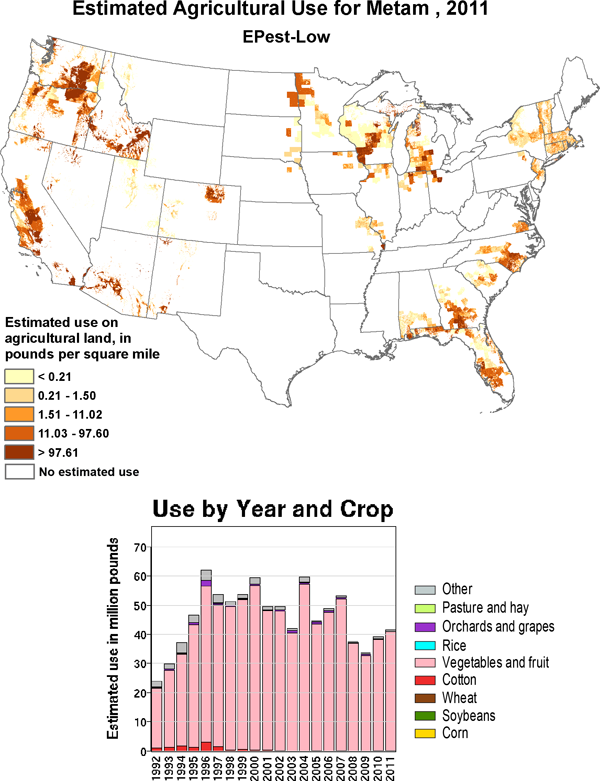
Geschätzte Ausbringungsmenge in den USA 2011

Metam-Natrium ist ein in den 1950er Jahren entwickeltes und vielfältig eingesetztes Insektizid, Herbizid, Fungizid und Nematizid. Im Jahr 2002 wurden in den USA 55 Millionen Pfund (25.000 t) hauptsächlich bei Kartoffeln eingesetzt. Die Wirkung beruht auf der schnellen Zersetzung zu Methylisothiocyanat, welches mit bestimmten Aminosäuren reagiert.
In der Europäischen Union wurde aufgrund nicht beigebrachter Daten 2009 entschieden, Metam nicht mehr als zugelassenen Wirkstoff in Pflanzenschutzmitteln zu führen. 2010 stellte ein Hersteller einen neuen Antrag auf Zulassung und reichte die fehlenden Studien nach. 2012 entschied die Kommission, Metam als Wirkstoff in der EU zuzulassen.
In Deutschland, Österreich und der Schweiz ist kein Pflanzenschutzmittel mit diesem Wirkstoff zugelassen.